# Vena cava inferior
De vena cava inferior of onderste holle ader, ook wel vena cava posterior genaamd, is het onderliggende gedeelte van de vena cava of holle lichaamsader. 
De holle ader is de grootste lichaamsader die zorgt voor het terugvloeien van het bloed naar het hart. Deze ader bevat zuurstofarm bloed dat terugkomt van het weefsel in het onderste gedeelte van ons lichaam.